# Pilea quercifolia
Pilea quercifolia är en nässelväxtart som beskrevs av Ellsworth Paine Killip. Pilea quercifolia ingår i släktet pileor, och familjen nässelväxter. Inga underarter finns listade i Catalogue of Life.